# Jan Krawczyk (kolarz)
Jan Karol Krawczyk (ur. 10 czerwca 1956 w Zakrzówku Szlacheckim, zm. 14 lipca 2018 w Piotrkowie Trybunalskim) – polski kolarz szosowy, reprezentant Polski, medalista mistrzostw Polski.

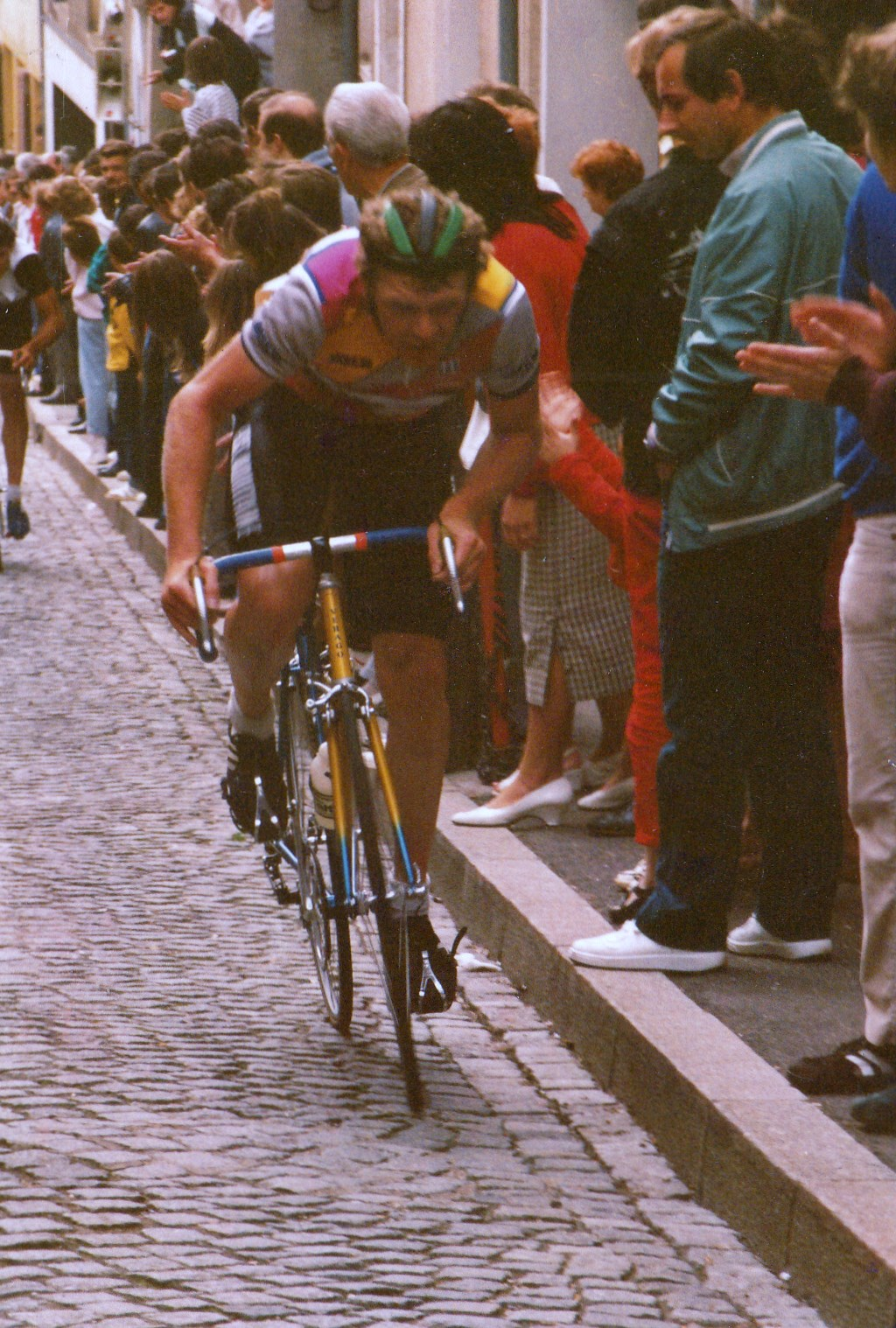
Jan Krawczyk podczas wyścigu

Był zawodnikiem LKS Bełchatów, gdzie jego trenerem był Kazimierz Jasiński. W swojej karierze zdobył wicemistrzostwo Polski w wyścigu szosowym ze startu wspólnego (1979), górskie wicemistrzostwo Polski (1980), brązowy medal górskich mistrzostw Polski (1979), brązowy medal mistrzostw Polski w jeździe parami (1978 – razem ze Stefanem Janowskim). Trzykrotnie startował w Wyścigu Pokoju (1978 – 17. miejsce, 1979 – 6. miejsce, 1980 – 15. miejsce). W Tour de Pologne trzykrotnie zajmował miejsce w pierwszej „piątce” (1978 – 5. miejsce, 1979 – 3.  miejsce i wygrana klasyfikacja górska, 1980 – 5. miejsce).
Trzykrotnie reprezentował Polskę w indywidualnym wyścigu szosowym mistrzostw świata (1977 – 13. miejsce, 1978 - 25. miejsce, 1979 – 7. miejsce). Był rezerwowym na Igrzyskach Olimpijskich w Moskwie (1980).
Był zwycięzcą pierwszego Ogólnopolskiego Wyścigu o Wielką Nagrodę Bełchatowa w 1976 roku. W 2016 roku był honorowym gościem jego jubileuszowej czterdziestej edycji, odebrał pamiątkową statuetkę i wręczał nagrody zwycięzcom.

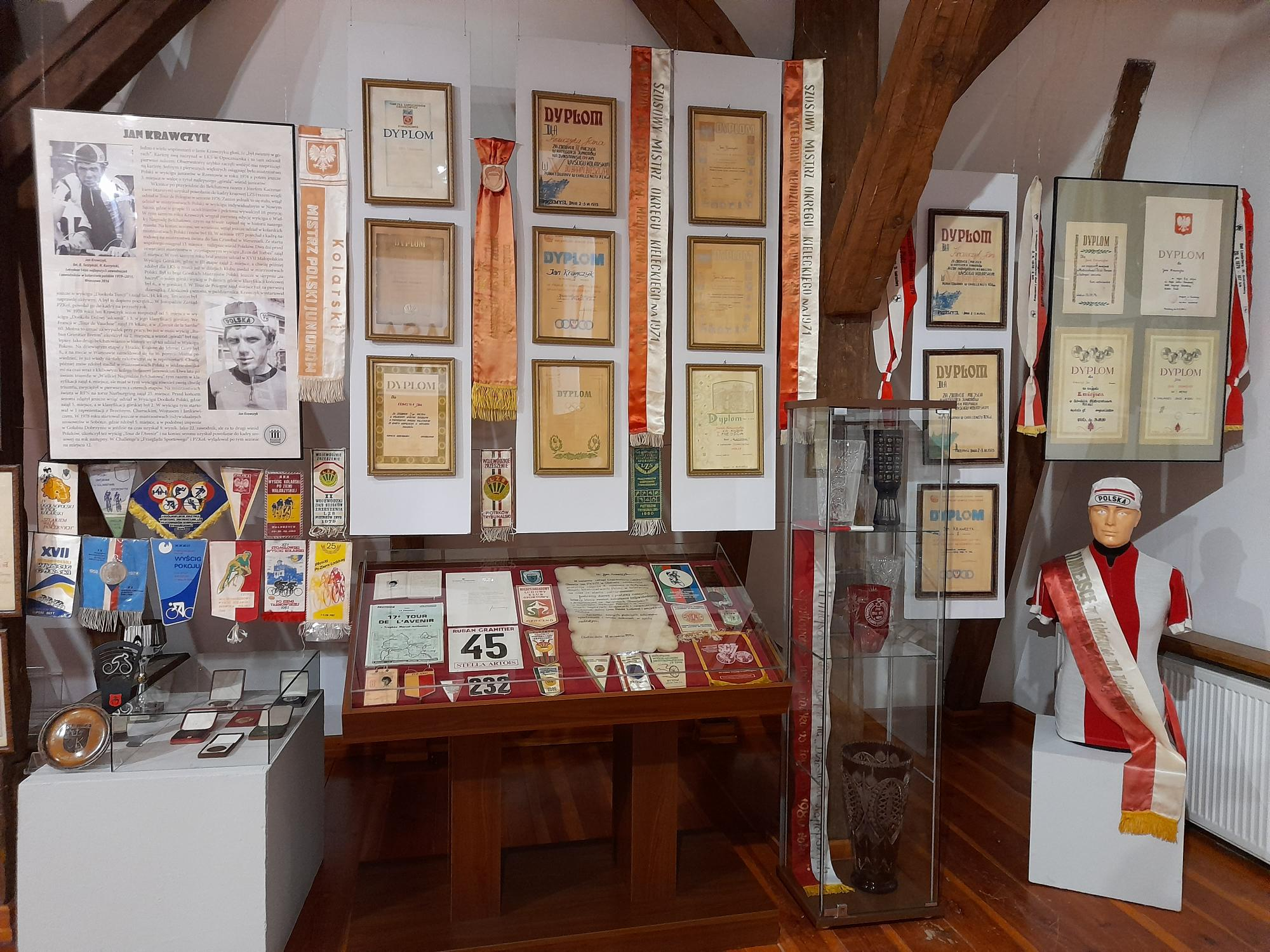
Wystawa nagród i trofeów Jana Krawczyka w Muzeum Regionalnym w Bełchatowie

W dniach 22 kwietnia do 22 maja 2022 Muzeum Regionalne w Bełchatowie zorganizowało wystawę czasową Wspomnienie o Janie Krawczyku w 60. rocznicę utworzenia sekcji kolarskiej LKS Bełchatów.